# チョ・ギョンファン
チョ・ギョンファン（조경환、趙卿煥、1945年3月21日 - 2012年10月13日）は、韓国生まれの俳優。漢陽大学校演劇映画科卒業。
『オールイン 運命の愛』や『宮廷女官チャングムの誓い』、『悲しき恋歌』、『イ・サン』の脇役として出演した。2012年10月13日、肝臓癌で死去した。

## 主な出演作品
- 捜査班長（1971年-1989年、MBC） - 刑事役
- 総合病院（1994年-1996年、MBC） - チョン・ドヨン役
- 砂時計（1995年、SBS） - 検事長役
- 初恋（1996年-1997年、KBS） - イ・ジェハ役
- 絆（1996年、MBC） - チャン・ヒョンジュ役
- モデル（1997年、SBS） - イ・サジュン役
- 白夜（1998年、SBS） - ユリ・キム役
- ひまわり（1998年-1999年、MBC） - ソ・ナムジュン役
- 王と妃（1998年-2000年、KBS） - キム・ジョンソ役
- ホジュン 〜宮廷医官への道〜（1999年-2000年、MBC） - ヤン・イェス役
- 土地（2000年、KBS）
- 母よ姉よ（2000年-2001年、MBC） - チャン・ハクス役
- ソニとチニ/善姫・真姫（2001年、MBC） - シム・ソングク役
- 遠足（2001年、MBC）
- 彼女が僕の心をとらえた（2002年、SBS）
- 勝手にしやがれ（2002年、MBC） - チョン・ナクガン役
- 光宗大王 〜帝国の朝〜（2002年-2003年、KBS） - パク・スリ役
- オールイン 運命の愛（2003年、SBS） - チニの父親役
- 百万本のバラ（2003年-2004年、KBS） - ソ・ドンピョ役
- 容赦（2004年、KBS）
- 宮廷女官チャングムの誓い（2003年-2004年、MBC） - オ・ギョモ役
- 悲しき恋歌（2005年、MBC） - イ・ガンイン役
- グリーンローズ（2005年、SBS）
- 姉さん（2006年-2007年、MBC） - ユン・ウォンジュン役
- H.I.T. -女性特別捜査官-（2007年、MBC） - チョン・ドマン役
- ブルーフィッシュ（2007年、SBS）
- イ・サン（2007年-2008年、MBC) - チェ・ソクチュ役
- 甘い人生（2008年、MBC）- カン会長役
- 総合病院2（2008年-2009年、MBC） - チョン・ドヨン役
- 欲望の炎（2010年-2011年、MBC） - ナム・ヨングク役
- 福寿草（2012年、tvN） - ハ会長役